# Huso
Huso är ett släkte av fiskar som ingår i familjen störar.
Arter enligt Catalogue of Life och Dyntaxa:
- Huso dauricus
- hus (Huso huso)